# Ulrik Munther
 Der er for få eller ingen kildehenvisninger i denne artikel, hvilket er et problem. Du kan hjælpe ved at angive troværdige kilder til de påstande, som fremføres i artiklen.

Jens Ulrik Munther (født 18. februar 1994) er en svensk sanger, der deltog i det svenske børne MGP 2009 (Lilla melodifestivalen 2009), hvor han vandt med sangen en vanlig dag. Derefter deltog han i MGP Nordic 2009, hvor han dystede imod de andre deltager fra Danmark, Norge & Finland. Her gik han også hele vejen til finalen, og vandt med 12 points fra hvert land.
Ulrik bor i Kungsbacka og Kullavik, Göteborg, i Sverige og har lige siden han var 8 skrevet sange selv, og har udover vindersangen "en vanlig dag", også skrevet andre sange som bl.a "Life".
Ulrik er med i bandet EyesCream (tidligere Five Farmers) der bl.a. har oploadet sange som f.eks. On my own, Message in a bottle og My Own Little Heaven på YouTube.
Ulrik spiller både trommer guitar, mundharmonika og klaver, men da det kom til stykket var det guitaren der brændte mest igennem.
Han har siden hen fået en 2. plads i musikkonkurrencen Metro Music Challenge, samme placering som Erik Hassle året før.
Ellers er han brændt meget igennem på nettet med over 1 mio. views på YouTube. Han arbejder nu sammen med Universal Music, og skriver fortsat sange som "Boys Don't Cry", og har udover det lavet en coverversion af Lady GaGa's "Born This Way".
Han har mange fans i hele Norden, men også i resten af Europa.[kilde mangler]